# Хафези, Фархад
Фархад Хафези (англ. Farhad Hafezi; род. 1967, Ремшайд, Северный Рейн-Вестфалия) — известный швейцарский хирург-офтальмолог и научный исследователь. Впервые научные изыскания Хафези получили признание в 1994 году — он первым обнаружил ген, ответственный за светоиндуцированную дегенерацию сетчатки. Однако в 2003 году он переключился на исследования роговицы, и именно научные работы в этой области, в частности посвященные методу кросслинкинга коллагена роговицы (англ. — CXL) и передовым методикам лазерной коррекции зрения, принесли ему мировую известность. Текущие клинические и лабораторные исследования Хафези посвящены углублению имеющихся знаний о роговице. Руководимая им исследовательская группа в Цюрихском университете занимается исследованиями в трех ключевых направлениях:
- изучение структуры и функции роговицы на молекулярном уровне;
- биологические исследования клеток роговицы; и
- исследования в области трансляционной медицины, направленные на улучшение методов лазерной коррекции зрения, которые могут помочь устранить определенные осложнения, возникающие после этих процедур.

Хафези пользуется большим авторитетом и считается ведущим экспертом в области методики кросслинкинга и ее применения в офтальмологии, в том числе для лечения эктатических процессов в роговице, таких как кератоконус, пеллюцидная краевая дегенерация и эктазия роговицы после процедуры LASIK. Хафези и его коллеги также впервые применили кросслинкинг для лечения инфекций роговицы, назвав метод «кросслинкинг с фотоактивированными хромофорами для лечения инфекционного кератита» (англ. — PACK-CXL). Начиная с 1993 года, Хафези опубликовал почти 200 статей в различных рецензируемых научных журналах, среди которых Nature Medicine, Nature Genetics, IOVS, Journal of Refractive Surgery («Журнал рефракционной хирургии») и Cell Death & Differentiation («Гибель и дифференцировка клеток»).
Его работы в области кросслинкинга роговицы принесли ему различные международные награды. В 2014, 2016 и 2018 годах он вошел в список 100 самых влиятельных людей в области офтальмологии.
В настоящее время он является профессором клинической офтальмологии в Медицинской школе Кека Университета Южной Калифорнии, профессором офтальмологии в Женевском университете, руководителем исследовательской группы по биологии глазных клеток в Центре прикладной биотехнологии и молекулярной медицины Цюрихского университета и медицинским директором в институте ELZA.

## Молодость и исследования
Хафези родился в Ремшайде , Германия, В 1981 году он переехал во Фрибур, Швейцария. Он изучал медицину во Фрибуре и Берне и под руководством доктора медицины, профессора Петера Вайдмана, получил степень доктора медицины в Университетской клинике Берна (Inselspital). В 1993 году он продолжил свое образование, пройдя двухгодичный курс последипломного образования по экспериментальной медицине и биологии в Цюрихском университете. Затем Хафези провел еще три года в Университетской клинике Цюриха, где работал в лаборатории клеточной биологии сетчатки, входившей в состав отделения офтальмологии. В ходе своей работы в лаборатории в Цюрихе Хафези обнаружил, что отсутствие ранее известного гена c-Fos могло полностью подавить светоиндуцированную апоптотическую дегенерацию сетчатки. В апреле 1997 года выводы исследовательской группы появились на обложке журнала Nature Medicine.
Затем Хафези сосредоточил свое внимание на вопросах дегенерации клеток и сетчатки, в частности, на светоиндуцированной гибели фоторецепторов в отсутствие p53 и JunD/AP-1. Эта работа была опубликована в журналах IOVS и Cell Death &amp; дифференциации, соответственно. c-Fos и Fra1 являются компонентами фактора транскрипции AP-1, и в 2000 году Хафези и его коллеги представили работу, которая показала, что у полученных методами генной инженерии мышей, которые демонстрируют экспрессию Fra1 там, где обычно экспрессируется c-Fos, Fra1 может функционировать вместо c-Fos, способствуя светоиндуцированной гибели фоторецепторов сетчатки. Эта работа была опубликована в научном журнале Genes & Development. В том же году Хафези вошел в состав исследовательской группы, которая определила, что фермент зрительного цикла RPE65 является важным компонентом светоиндуцированной дегенерации сетчатки. Статья была опубликована в журнале Nature Genetics.
В 2001 году продолжением его работы по изучению молекулярных путей, лежащих в основе светоиндуцированного апоптоза фоторецепторов сетчатки, стала научная статья, опубликованная в Cell Death & Differentiation. Она демонстрировала, что связанный с АР-1 апоптоз фоторецепторов сетчатки не зависит от фосфорилирования N-концевого домена одного из его компонентов, c-Jun. В том же году он совместно с группой исследователей использовал мышиный штамм с одним изменением основания в кодоне 450 гена RPE65 (вариант Leu450Met), в котором RPE65 регенерирует родопсин с гораздо более медленной скоростью, чем дикий тип; было замечено, что эта мутация увеличивает устойчивость сетчатки к светоиндуцированной дегенерации и демонстрирует, что светочувствительность сетчатки связана с кинетикой регенерации родопсина.

## Кросслинкинг роговицы
В 2002 году клинические и исследовательские интересы Хафези обратились к роговице. Он стал специалистом по роговице глаза, и его работы помогли разработать принципы кросслинкинга роговицы (CXL) и переместить методику кросслинкинга из лаборатории в клиническую среду, первоначально для лечения кератоконуса. Фундаментальные научные знания Хафези и его клинический хирургический опыт в применении кросслинкинга сделали его одним из ведущих мировых экспертов в области лечения кератоконуса и метода кросслинкинга. Значение кросслинкинга при лечении кератоконуса сложно недооценивать: сегодня кросслинкинг считается предпочтительным методом лечения прогрессирующего кератоконуса и эктазии роговицы, снижающим необходимость в трансплантации роговицы вдвое.
Хафези продолжал работать над тем, чтобы преимуществами метода кросслинкинга могло воспользоваться большее число людей. Изложенная вкратце, классическая методика кросслинкинга, выполняемого по «Дрезденскому протоколу», заключается в удалении 8-10 мм эпителия роговицы у взрослых пациентов с роговицей толщиной более 400 мк и нанесении 0,1 % раствора рибофлавина на роговицу за 30 минут до начала процедуры облучения поверхности роговицы ультрафиолетом А с длиной волны 365 нм при освещенности 3 мВт/см2 и с 5-минутными интервалами в течение процедуры. Хафези помог расширить применение метода, впервые применив кросслинкинг для лечения детей с кератоконусом используя гипоосмолярные растворы рибофлавина для лечения людей с тонкой (≤400 мк) роговицей, и применив кросслинкинг для лечения эктазии после LASIK. В результате этой работы Хафези он стал ведущим международным экспертом по эктазии роговицы в целом и лечению кератоконуса в частности. Опираясь на свой опыт использования кросслинкинга при лечении кератоконуса у детей, он участвовал в разработке стандартов безопасности и рекомендуемых методов лечения. Впоследствии Хафези внедрил другие методы кросслинкинга, в числе которых лечение кератоконуса у детей и использование принципов кросслинкинга для лечения инфекционного кератита. Хафези также имеет два медицинских патента, связанных с технологией и методиками кросслинкинга.

## СМИ и признание
За вклад в развитие метода кросслинкинга и расширение области его применения Хафези получил различные международные награды, в том числе:
- Международная награда в области лечения кератоконуса (2009) за вклад в развитие метода кросслинкинга
- Премия Карла Камраса в области трансляционных исследований (2014) (ARVO Foundation, США)
- Золотая медаль Общества рефракционного и внутриглазного имплантирования Индии (IIRSI) за вклад во внедрение кросслинкинга в клиническую офтальмологию
- Участник списка 100 самых влиятельных офтальмологов (в 2014, 2016, 2018 годах). Список составляется раз в 2 года[20]
- Премия Casebeer (2014) Международного общества рефракционной хирургии.[21]
- Международная награда Эль-Маграби (2016) за вклад в развитие офтальмологии[22]
- Золотая медаль SAMIR (2016) за развитие метода кросслинкинга роговицы[23]
- В 2016 году избран почетным членом SHIOL Венгрии (Societas Hungarica Ad Implantandam Oculi Lenticulam)[24]
- В 2019 году выбран почетным членом (FARVO) Ассоциации исследований в области зрения и офтальмологии (ARVO)

Кроме того, в 2012 году Хафези и его коллега, д-р Оливье Ричоз, получили награду INNOGAP Женевского университета за разработку одноразового медицинского устройства (устройство C-Eye) для проведения PACK-CXL. Хафези является одним из наиболее цитируемых офтальмологов своего поколения. Его индекс Хирша равен 44, а общее количество цитирований в научной литературе превышает 7300.

## Профессиональное членство
- Ассоциация исследований в области зрения и офтальмологии (ARVO)
- ESCRS (Европейское общество катарактальной и рефракционной хирургии)
- EUCornea
- AAO (Американская Академия Офтальмологии)
- SOG